# Créole (Q193)
Pour les articles homonymes, voir Créole.

La Créole (Q193) était un sous-marin français de la Marine nationale, de classe Aurore. Sa construction, commencée avant la Seconde Guerre mondiale, s’arrête lors de son lancement le 8 juin 1940 juste avant l'invasion de la France. Pour éviter d'être capturé par l'avancée des armées allemandes, la Créole, encore inachevée, fut remorquée jusqu'à La Pallice, et le 18 juin elle fut prise en remorque de La Pallice à Swansea. Le 1er juillet 1940, elle fut placée sous la garde des Britanniques lors de l'opération Catapult.
La Créole fut achevée après la guerre, lancée à nouveau au Havre le 3 mai 1946, et mise en service dans la Marine nationale le 1er avril 1949. Sa silhouette s'écarte de la conception d'avant-guerre, avec un schnorchel.
La Créole a participé à la crise de Suez et a subi des dommages lors d'un tir ami provenant des avions de l'Arromanchese.
Le 23 mars 1962, le sous-marin est abordé par paquebot Sidi Ferruch, au large de Toulon, avariant gravement son plan de gouvernail. Il est finalement condamné
et démoli en 1963.